# Aegosoma annamensis
Aegosoma annamensis là một loài bọ cánh cứng trong họ Cerambycidae.